# Indigofera lydenburgensis
Indigofera lydenburgensis är en ärtväxtart som beskrevs av Nicholas Edward Brown. Indigofera lydenburgensis ingår i släktet indigosläktet, och familjen ärtväxter. Inga underarter finns listade i Catalogue of Life.